# Louis-Pierre Dillais
Louis-Pierre Dillais est un homme d'affaires français.  

## Biographie
Selon Greenpeace, son beau-père est l'ancien ministre des Affaires étrangères, Jean François-Poncet. En 1994, le ministre français de la Défense, François Léotard, nomme Dillais au poste de chef de cabinet, chargé du renseignement militaire. Dillais avait déjà « travaillé pour le secrétariat général de la Défense nationale, rattaché aux services du Premier ministre, comme responsable des affaires euro-atlantiques ». 
Il a reconnu son implication dans l'affaire du Rainbow Warrior dans une interview accordée à la chaîne de télévision publique néo-zélandaise TVNZ en 2005,. L'amiral Pierre Lacoste a cependant déclaré en 2005 au New Zealand Herald que Dillais ne faisait pas partie de la « troisième équipe »[Quoi ?],,. 
En 2012, le magazine belge De Standaard rapporte qu'il est un ancien agent de la DGSE, alors que Greenpeace le considérait comme un terroriste,. De Morgen indique qu'il occupait depuis 2005 une place hiérarchiquement élevée dans l'entreprise FN Herstal, au sein de la branche relative aux opérations américaines,. 
Le ministre Jean-Claude Marcourt a défendu Dillais à plusieurs reprises, en disant que sa place hiérarchique chez FN Herstal était une « décision interne de FN Herstal », et que l'affaire du Rainbow Warrior était une « affaire française ». En réponse à une question parlementaire posée par Bert Anciaux à propos de Dillais, la ministre Joëlle Milquet a annoncé qu'elle mettrait en place des mesures de vérification des antécédents dans le groupe, visant davantage d'entreprises dans d'autres de secteurs. 
Selon le Harper's Magazine, un article paru dans le Times of London 1996 le lie à des affaires de blanchiment d'argent et de ventes d'armes, en lien avec des politiques. 
Il a été signalé comme vivant en Virginie en 2007,. 
En 2012, Greenpeace a réclamé son expulsion.